# نصب عدلون
نصب عدلون هو نصب و نقش صخري محفور في صخور الحجر الجيري حول بلدة عدلون في لبنان، بين صيدا وصور. وعلى الرغم من تعرضه لعوامل جوية شديدة عند اكتشافه عام 1843، إلا أنه نسب إلى رمسيس الثاني. وقد تمت مقارنته بـ مسلات نهر الكلب التي تبعد حوالي 60 كم إلى الشمال.في منشوره عام 1843 للشاهدة  كتب جول دي بيرتو:
إن شكل مقابر [عدلون المنحوتة في الصخر] ليس هو الطابع القديم الوحيد الذي يميز هذه المقبرة عن أماكن الدفن الأخرى الموجودة في سوريا. ونرى أيضًا إحدى هذه اللوحات المصرية، التي تشبه إلى حد كبير تلك التي رسمناها على ضفاف نهر الكلب، على مسافة ليست بعيدة عن بيروت. تصور لوحة عدلون أحد الفاتحين وهو يقدم الأسرى قربانًا للإله فثا. هذا هو كل ما يمكن التعرف عليه، حتى بمساعدة الظلال التي يسلطها ضوء الشعلة. أدى التأثير التآكلي لهواء البحر إلى محو الأسطورة الهيروغليفية التي غطت هذه الشاهدة من ارتفاع أكتاف الإله إلى أسفل الإطار، ولم تظهر سوى علامات قليلة معزولة.

## صالة عرض

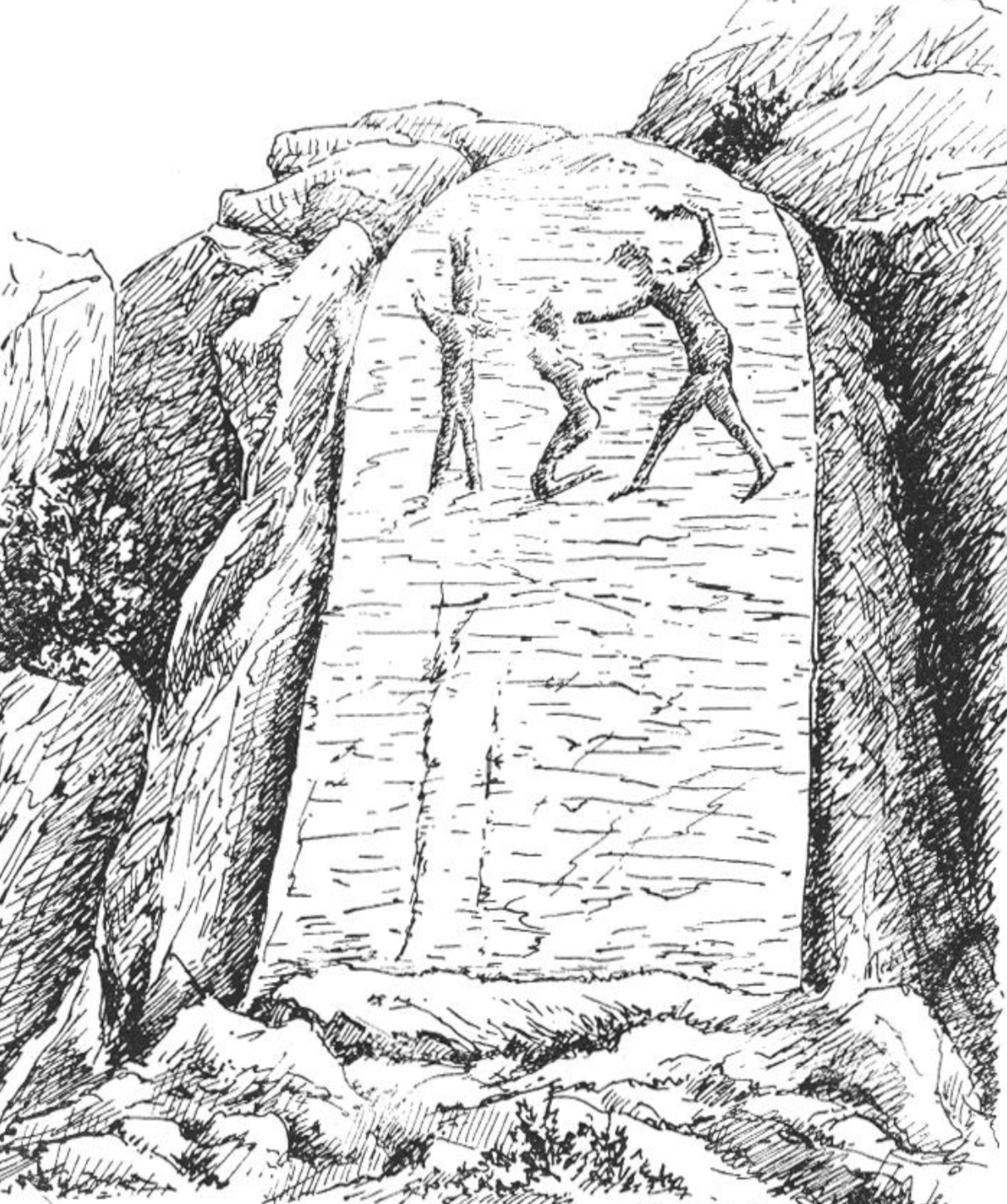
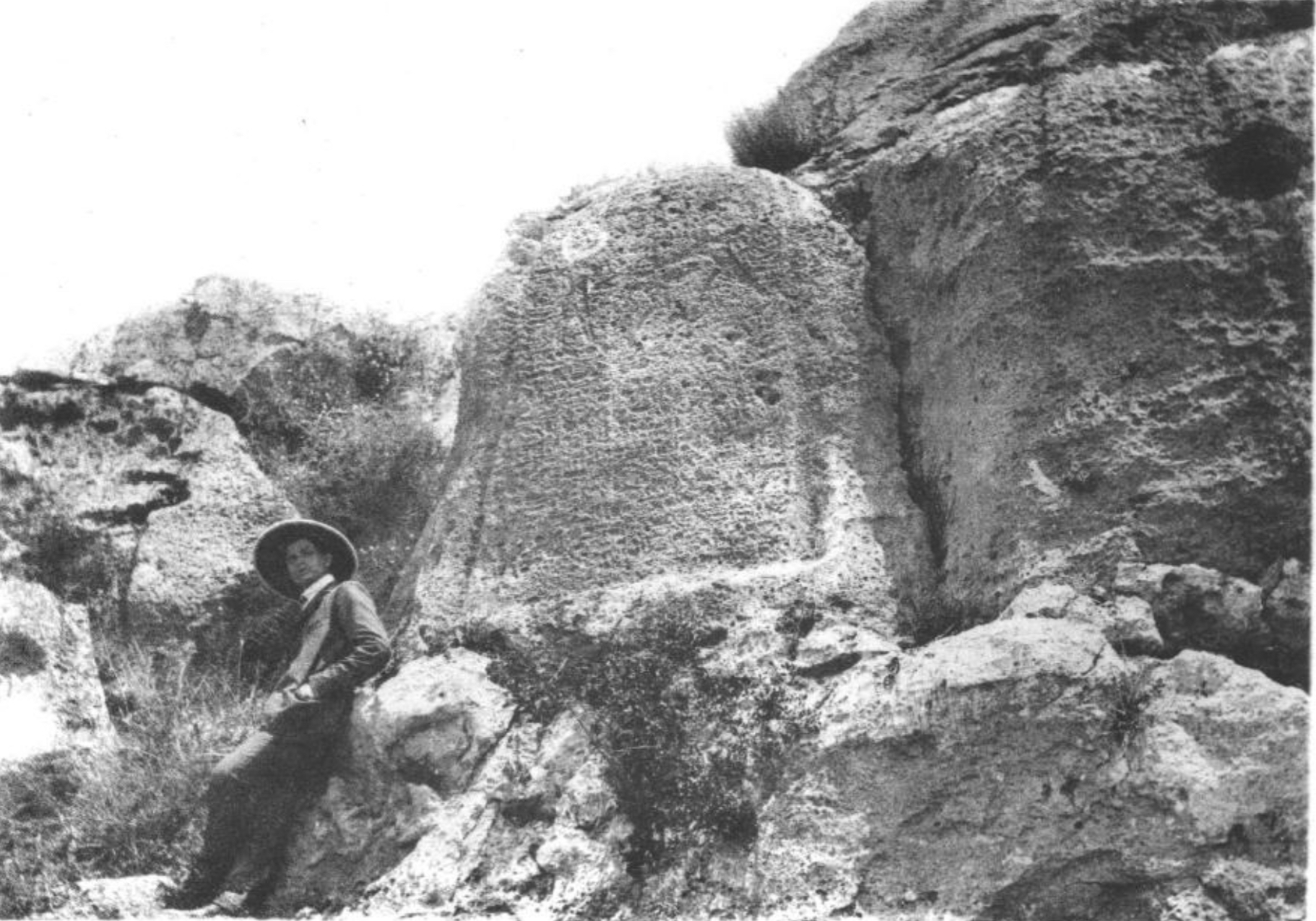
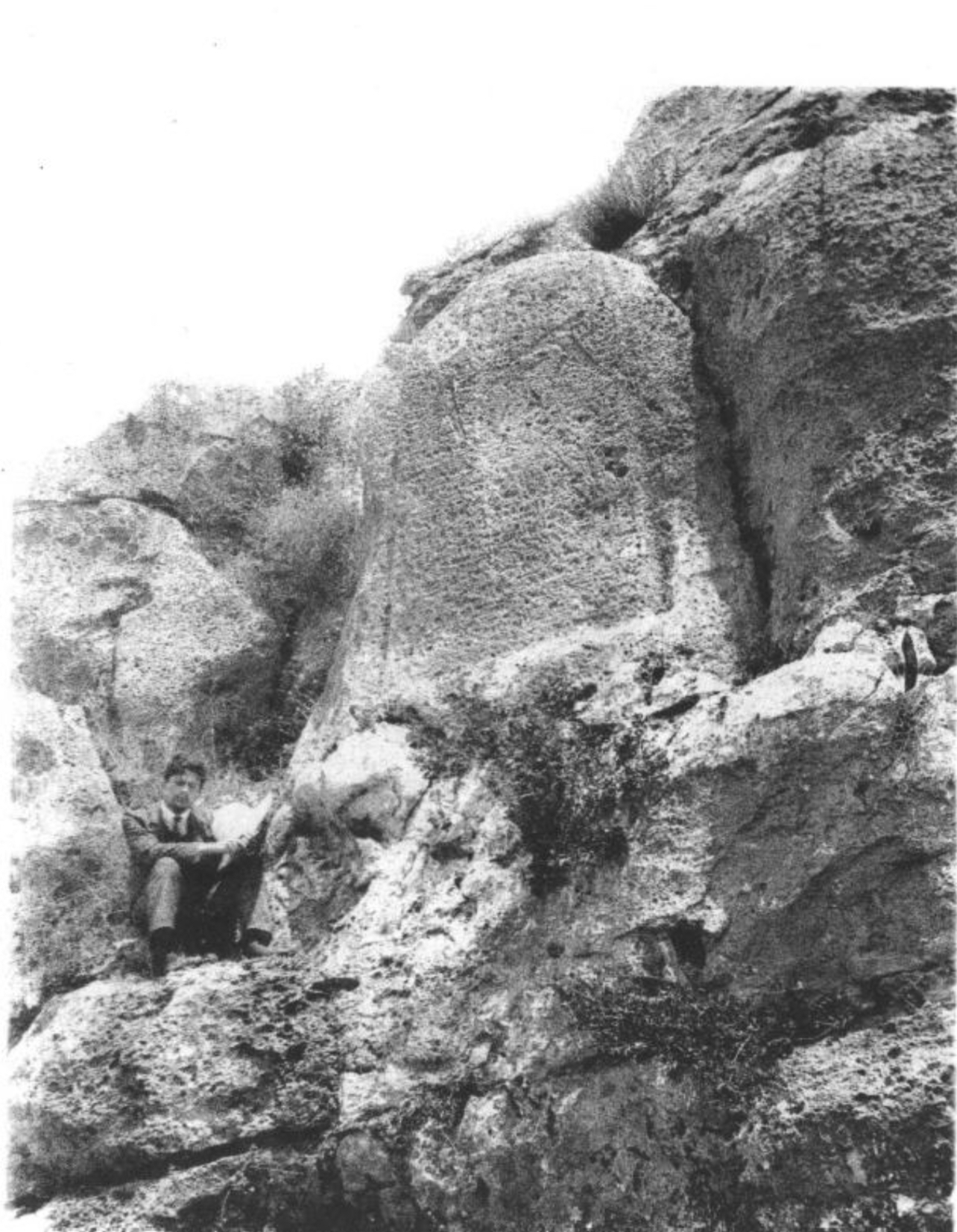
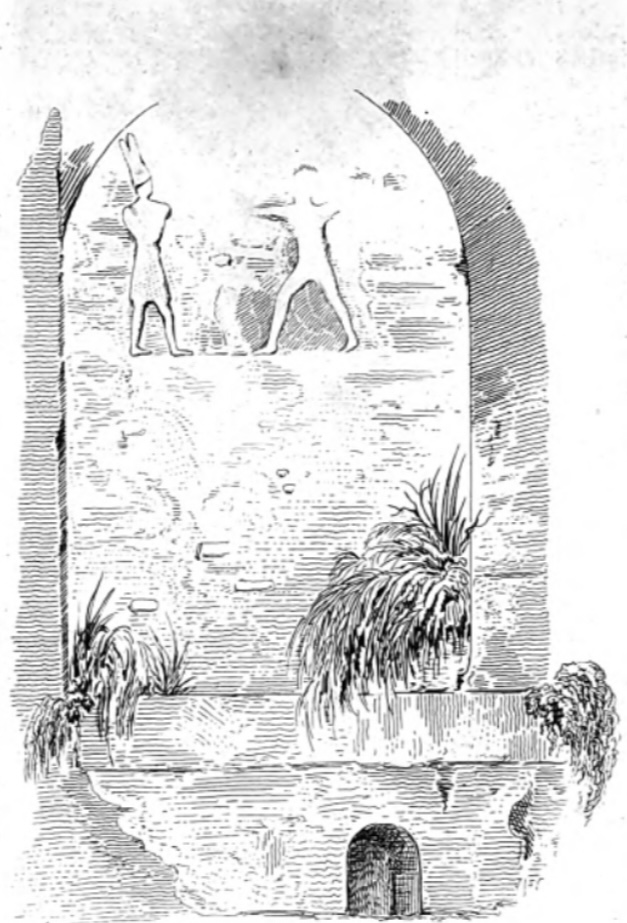
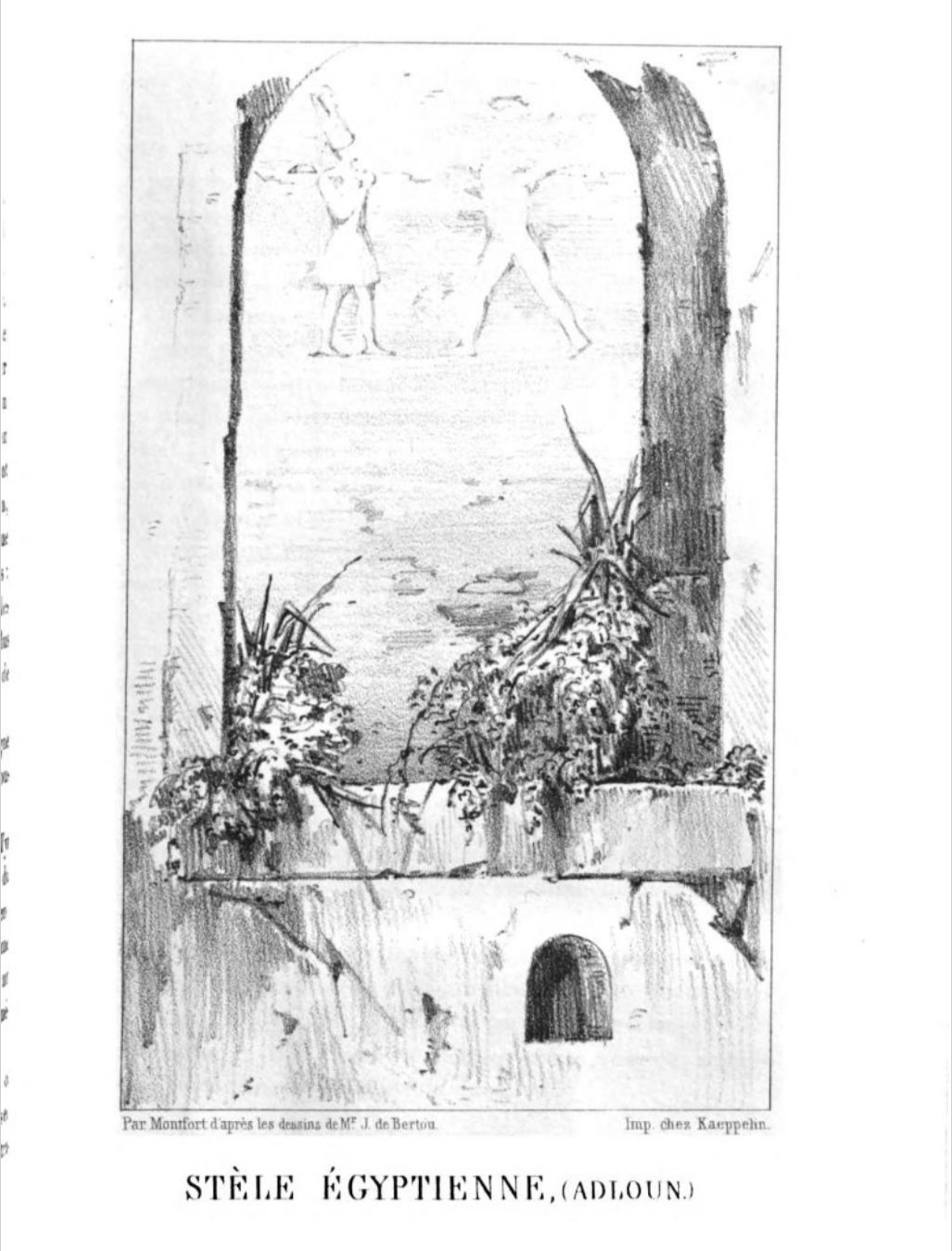

## انضر أيضاً
- وحة نهر الكلب